# MGM-18 Lacrosse
Il programma MGM-18A Lacrosse, avviato negli anni quaranta del XX secolo dagli USA, verteva su un missile superficie-superficie a corto raggio con cui affiancare i sistemi d’artiglieria allora in servizio, installato su lanciatore mobile e ruotato. Il primo reparto di missili MGM-18 a divenire operativo fu il 5º Battaglione del 41º Reggimento d'artiglieria, con sede a Fort Sill, Oklahoma. In totale, otto battaglioni furono equipaggiati con il sistema Lacrosse; la maggior parte operò in Europa, tranne uno in Corea del Sud e uno che fu assegnato allo Strategic Army Corps. Il sistema d’arma venne ritirato definitivamente dal servizio nel corso del 1964.

## Storia del progetto

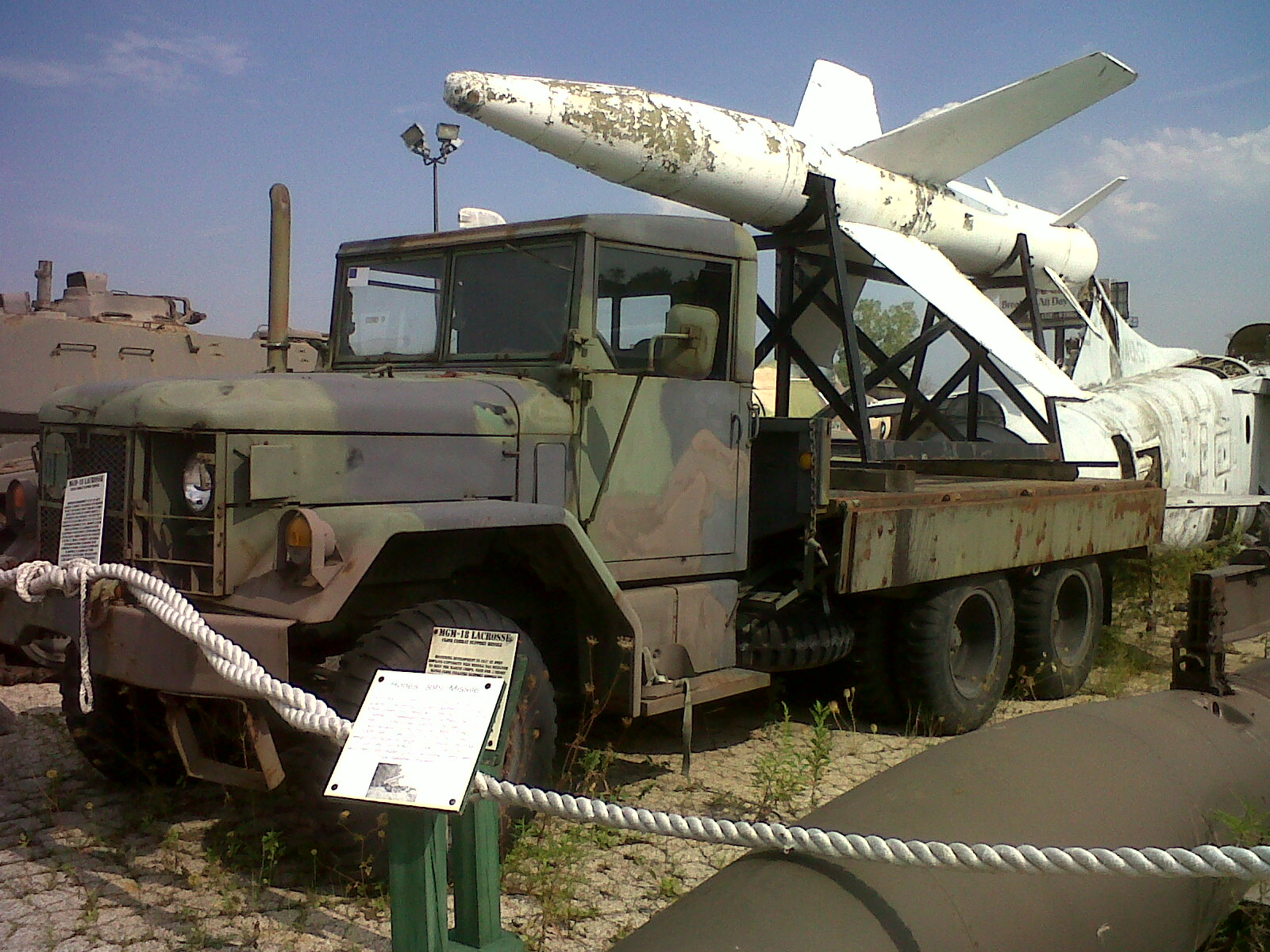
Un missile MGM-18 Lacrosse su veicolo lanciatore XM398 conservato presso il Russell Military Museum.

Il 15 settembre 1947 l’United States Marine Corps richiese lo sviluppo di un sistema missilistico superficie-superficie con cui integrare l’artiglieria campale a lunga gittata allora in servizio. Lo studio preliminare del missile fu affidato dal Navy Bureau of Ordnance all’Applied Physics Laboratory della Johns Hopkins University, mentre quello del sistema di guida al Cornell Aeronautical Laboratory. Poco prima della fine del 1949 lo Stato maggiore della difesa decise che i missili superficie-superficie a corto raggio dovessero essere sotto la giurisdizione dell’esercito, e quindi lo sviluppo del missile fu trasferito all’Army Ordnance. La designazione iniziale di SSM-N-9 fu mutata in SSM-G-9 e poi in SSM-A-12. In seguito allo scoppio della guerra di Corea fu deciso di accelerare lo sviluppo del nuovo missile, ma a causa di problemi burocratici il progetto fu definito solo nel gennaio 1953, e l’11 gennaio 1954 il Redstone Arsenal assunse la supervisione del sistema d’arma SSM-A-12 Lacrosse.
Il primo lancio sperimentale avvenne il 17 agosto 1954 sul poligono di White Sands, ed a esso seguirono ulteriori 14 XSSM-A-12. L’industria aeronautica Glenn L. Martin Company ricevette l’incarico di industrializzare il nuovo sistema d’arma il 1 aprile 1955, e il primo missile, designato M4, uscì dalla fabbrica nel giugno 1956.

## Tecnica

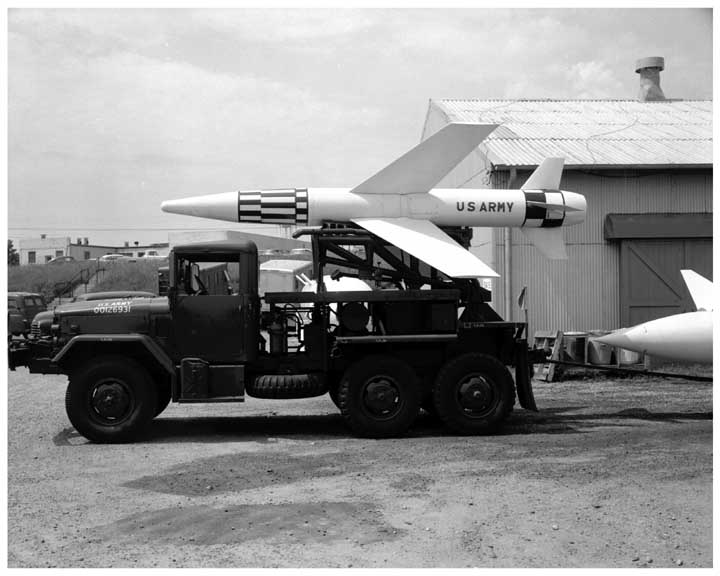
Un missile MGM-18 Lacrosse su veicolo lanciatore XM398.

Il Guided Missile Field Artillery M4 Lacrosse era un missile superficie-superficie a corto raggio dotato di propulsore a razzo Thiokol XM10, XM10 E1 o M 10E1 a propellente solido  più un razzo di decollo (booster) a propellente solido di tipo imprecisato. Per entrambi i tipi di motori non è nota la spinta erogata.
Il sistema di radiocomando "Federal Telecommunicatios Laboratory Mod.1 Series 100" prevedeva un team di osservatori in prossimità dell'obiettivo, e quando uno di questi avesse individuato il bersaglio il missile veniva lanciato per essere poi agganciato al fascio di onde radio e guidato, tramite radiocomando, sull’obiettivo. Tale sistema di radiocomando era integrato da un sistema di puntamento ottico diurno nel caso che il nemico avesse intenzionalmente disturbato il collegamento radio. Il missile non poteva essere impiegato di notte e in condizioni di scarsa visibilità.
La carica bellica poteva essere costituita da tipi diversi che andavano da una testata nucleare Sandia W-40 o W-40 Mod.2 della potenza variabile da 1,7 a 10 kt, a una carica cava T-34 da 245 kg o a una a frammentazione con esplosivo di tipo convenzionale.
Il veicolo trasportatore/lanciatore (TEL) era un "6x6" International Harvester XM398.

## Impiego operativo

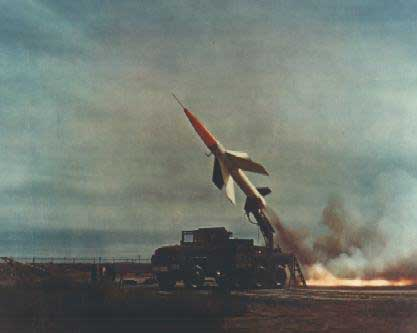
Lancio sperimentale di un missile MGM-18 Lacrosse dal veicolo lanciatore XM398.

Il 19 marzo 1958 iniziò un nuovo ciclo di lanci sperimentali per testare il nuovo sistema di guida "Federal Telecommunicatios Laboratory Mod.1 Series 100", ma nella seconda metà dell’anno successivo l'US Marine Corps abbandonò il programma Lacrosse, che passò totalmente sotto il controllo del’US Army. Il primo battaglione di missili MGM-18 fu schierato a Grafenwöhr, in Germania Occidentale, nel marzo 1960 e nel mese successivo avvenne il primo schieramento di un battaglione in Corea del Sud. 
Considerato un doppione dei pezzi d’artiglieria campale dotati di munizionamento nucleare, il 4 gennaio 1961 fu deciso di cancellare il programma Lacrosse. La testata nucleare Sandia W-40 fu sperimentata per la prima volta nel 1962, facendo registrare una potenza variabile tra i 7 e i 10 kt. Ridesignato MGM-18A  nel febbraio 1964, nel corso dell’estate di quello stesso anno il sistema d’arma fu dichiarato obsoleto, in quanto l'US Army riteneva che il sistema di radioguida fosse particolarmente sensibile alle contromisure elettroniche (ECM) impiegate dall'eventuale nemico, e quindi radiato dal servizio.
Alcuni battaglioni d’artiglieria dell’esercito canadese ricevettero in dotazione il sistema d’arma MGM-18 Lacrosse, venendo schierati in Germania Occidentale fino al loro completo ritiro dal servizio. Anche se la produzione totale del missile si aggirò sui 1 200 MGM-18 Lacrosse, al costo globale di 2 miliardi di dollari del 1996 (escluse le testate nucleari), il sistema d'arma non fu mai dichiarato pienamente operativo ("combat ready") ma solo accettabile ("acceptable").

## Utilizzatori

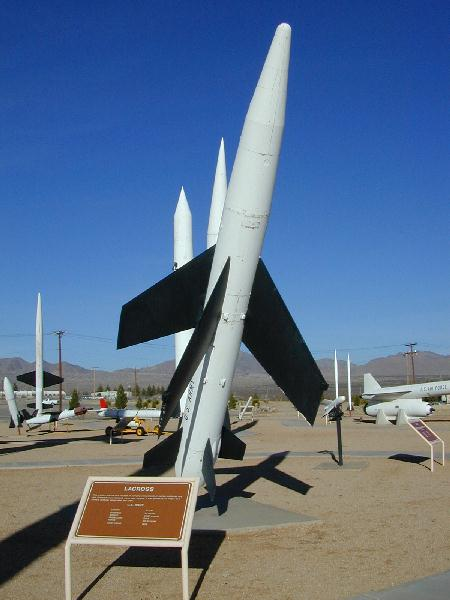
Modello del missile MGM-18 Lacrosse esposto presso il White Sands Missile Range Museum Missile Park.

Canada
- Canadian Army

 Stati Uniti
- United States Army

### Annotazioni
1. ↑  La definizione anglosassone è White Sands Missile Range.
2. ↑  Secondo alcune fonti si trattava di polisolfato d’alluminio e perclorato d'ammonio.
3. ↑  Si trattava di un derivato dell’autocarro da trasporto M39.
4. ↑  Il missile MGM-18 Lacrosse aveva una gittata massima che andava da 19 a 32 km a seconda del tipo di testata trasportata.
5. ↑  O ad altri tipi di interferenze del sistema di guida, anche di tipo civile.
6. ↑  Alcuni autori riferiscono di un picco produttivo di 280 esemplari al mese.

### Pubblicazione
- Nico Sgarlato, Il Lacrosse...e le sue bugie, in Eserciti nella Storia, n. 52, Parma, Delta Editrice, marzo-aprile 2009,  pp. 64-66.